# 煎饼

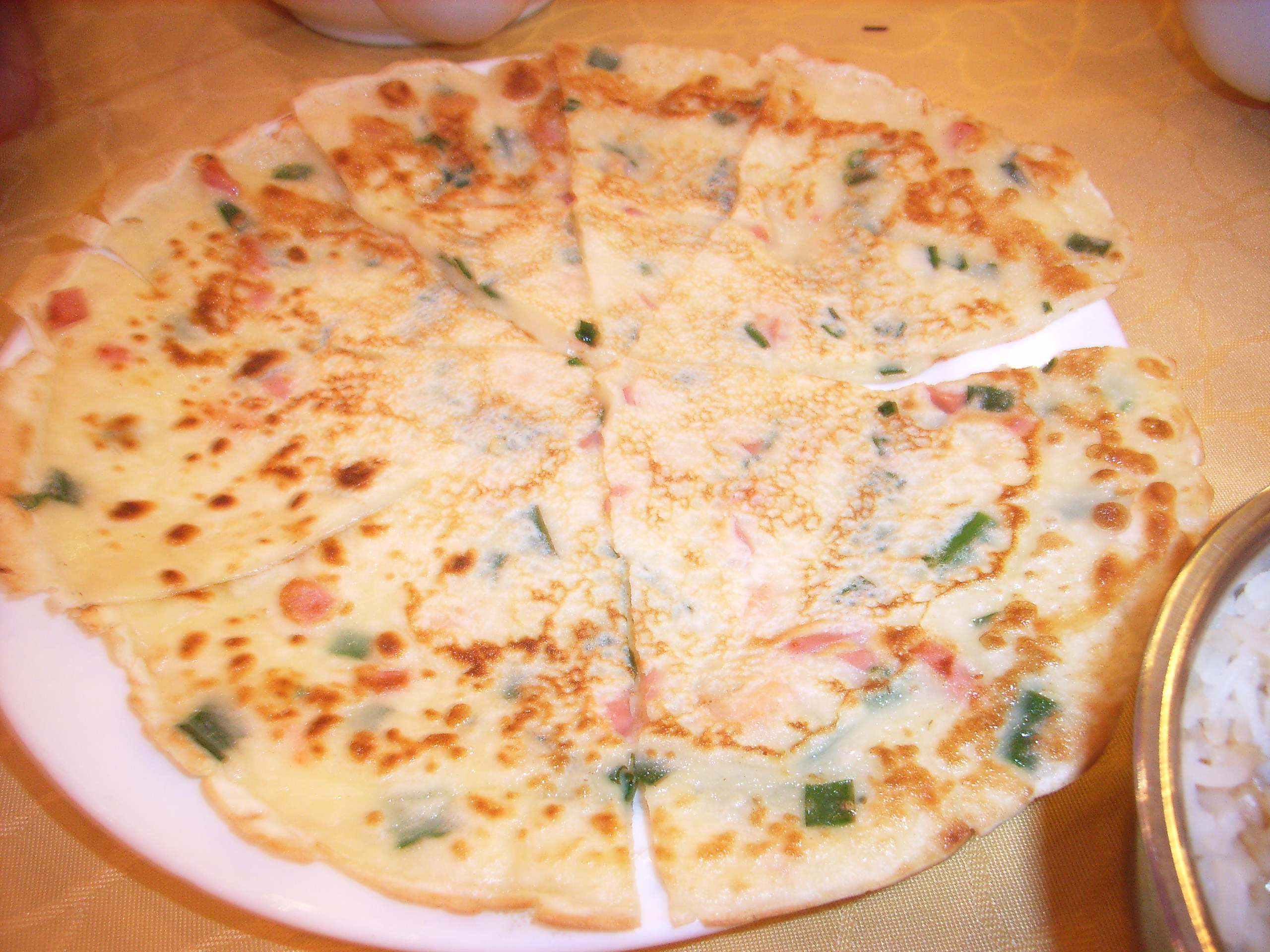
广东煎薄罉

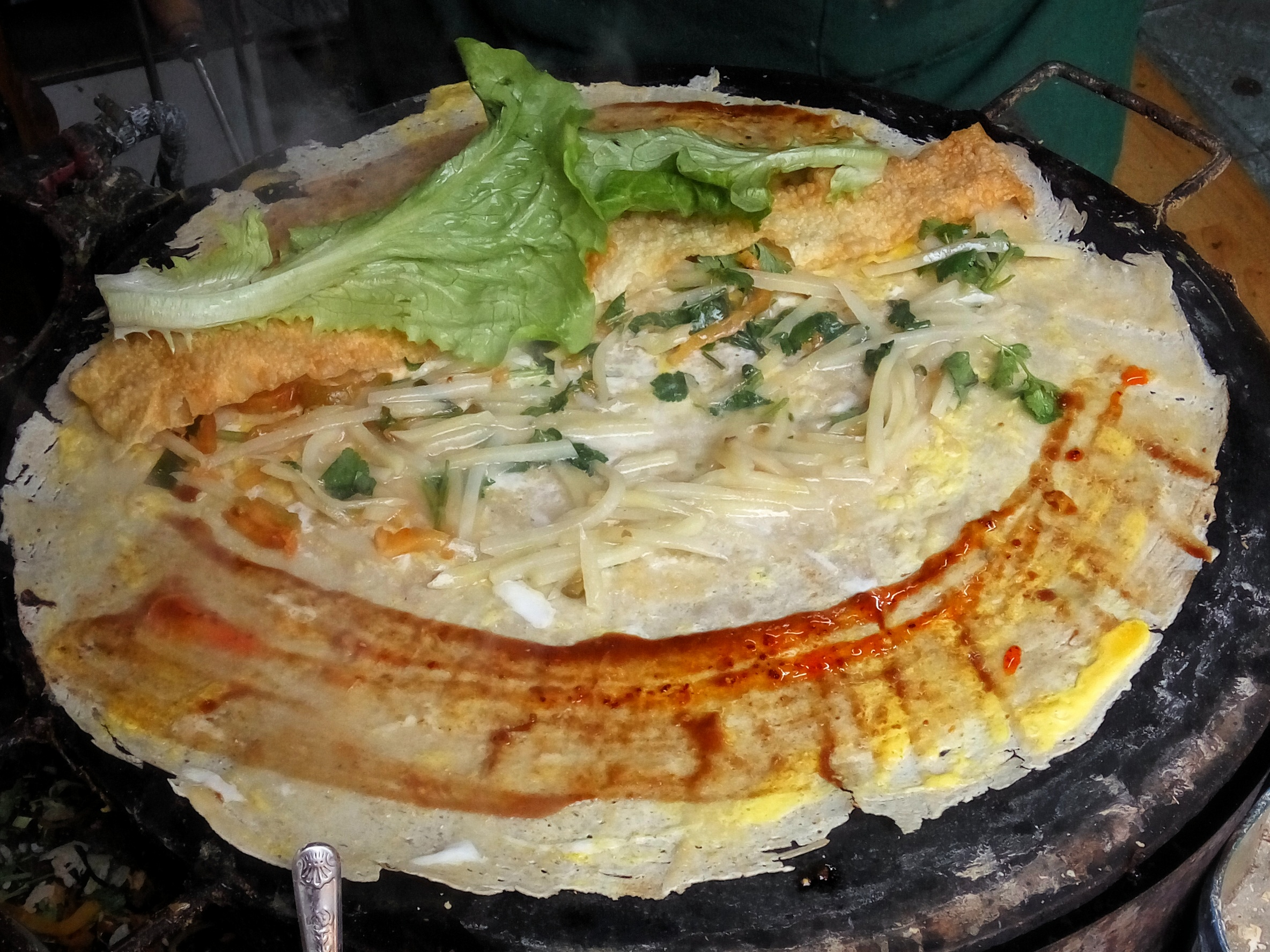
南京的煎饼，含有馬鈴薯丝、生菜和鸡蛋

煎饼，是中国传统食品之一，用调成糊状的杂面摊烙而成，各地做法、食法略有变化。煎饼多由粗粮（杂粮）制作，营养价值高。煎饼疏松多孔，可厚（叠层）可薄，便于与其他食品搭配，可在不同场合食用。山东、苏北食用的煎饼不同于天津的煎饼馃子。

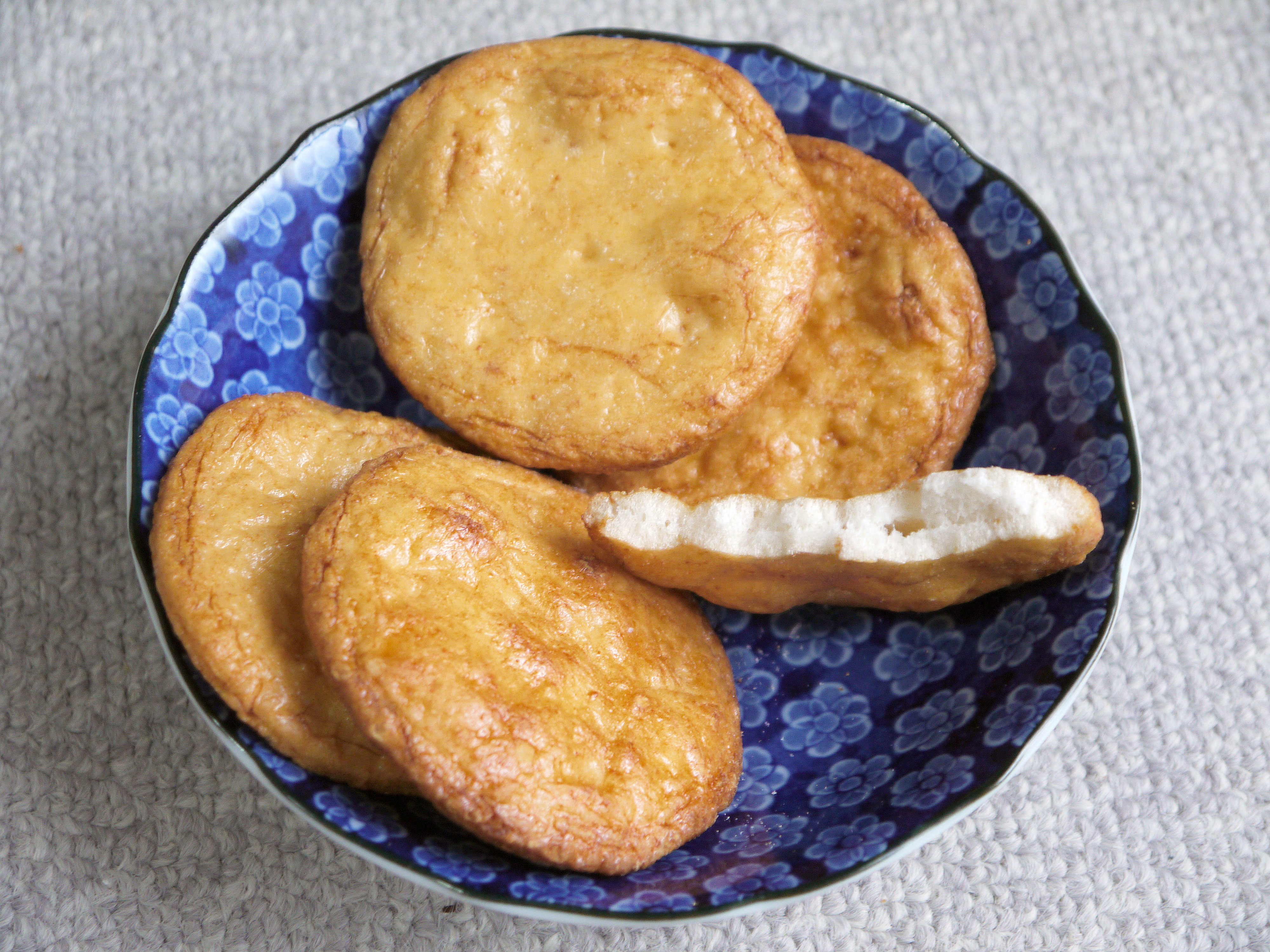
日本的米制“煎餅”（與中國各地煎餅有所不同）

## 历史
现代煎饼制作方法的创制年代难以考证，但“煎饼”一词的使用可以追溯到很早以前。
- 东晋王嘉《拾遗记》：“江东俗称，正月二十日为天穿日，以红丝缕系煎饼置屋顶，谓之补天漏。相传女娲以是日补天地也。”
- 南梁宗懔《荆楚岁时记》:“北人此日食煎饼，于庭中作之，支薰火，未知所出。”文中的“此日”指正月七日人日这一天。
- 唐代李观有诗句：“蜗后没后几多年，夏伏冬愆任自然。只有人间闲妇女，一枚煎饼补天穿”。
- 唐代牛僧孺《玄怪录》：“既同诣其家，二吏不肯上阶，全素入告，其家方食煎饼，全素至灯前拱曰：‘阿姨万福！’”
- 五代王定保《唐摭言》：“段维……而乃性嗜煎饼，尝为文会，每个煎饼才熟，而维一韵赋成。”
- 宋代李昉等著《太平广记·诙谐三·石动筒》转引隋代侯白《启颜录》，记述了北朝齐高祖大宴群臣时出了一个谜底是煎饼的谜语。
- 宋代庞元英《文昌杂录》载有：“唐岁时节物，元日则有屠苏酒、五辛盘、校牙饧，人日则有煎饼，上元则有丝笼，……”
- 宋代吕原明《岁时杂记》载有：“人日前一日扫聚粪帚，人未行时，以煎饼七枚覆其上，弃之通衢，以送穷。”
- 元代脱脱等著《辽史·礼志六·嘉仪下》载有：“人日，凡正月之日，一鸡、二狗、三豕、四羊、五马、六牛，七日为人。其占，晴为祥，阴为灾。俗煎饼食于庭中，谓之‘薰天’。”

这些记载多与人日、天穿节、二月二、送穷等风俗有关。这些记载没有关于煎饼制作的说明，因此那时的“煎饼”是否和现代的“煎饼”指称同一个事物，事实存疑。
- 元代王桢《王祯农书·谷谱二》：“（荞麦）治去皮壳，磨而为面，摊作煎饼，配蒜而食。”
- 明代刘若愚《酌中志》：“二月初二日，各家用黍面枣糕，以油煎之，或白面和稀摊为煎饼，名曰熏虫。”
- 明代沈榜的《宛署杂记》：“用面摊煎饼，熏床炕令百虫不生。”

从这些记载已经可以看到此时制作煎饼的作糊和摊制过程了。
1967年泰安市省庄镇东羊楼村发现了一份明代万历年间“分家契约”，其中载有“鏊子一盘，煎饼二十三斤”。由于“鏊子”的出现，我们可以确知，最迟在明代万历年间，现代煎饼的制作方法就已经存在，那时的“煎饼”和现代的“煎饼”指称的是同一个事物。
- 清代蒲松龄《煎饼赋》：“溲含米豆，磨如胶饧，扒须两歧之势，鏊为鼎足之形，掬瓦盆之一勺，经火烙而滂，乃急手而左旋，如磨上之蚁行，黄白忽变，斯须而成，‘卒律葛答’，乘此热铛，一翻手而覆手，作十百于俄顷，圆于望月，大如铜铮，薄似剡溪之纸，色如黄鹤之翎，此煎饼之定制也。”

这段记载将煎饼的详细制作过程写出，与现代制作方法一致。

## 分布
- 山东除胶东以外的地区普遍食用煎饼。尤其在鲁中南地区如泰安、临沂一带，因为过去细粮产量小，一直以煎饼为主食。改革开放后随着生活水平的改善，在山东各地城市中，米饭和馒头已取代煎饼成为主食。
- 苏北的徐州（睢宁、邳州、新沂），连云港（东海、赣榆），宿迁（沭阳、泗阳）等地区也以煎饼为主食。
- 河北、东北等地也食用煎饼，做法与山东大体一致。特别是东北的东边道（从大连向北的丹东、通化、白山市、抚松、牡丹江市、一直到饶河），人口为“闯关东”的山东移民后裔为主体，在方言与饮食习惯上都很大程度保留了山东特色。
- 福建的一些地方也食用煎饼，做法有所变化。
- 中國的客家人也食用煎饼。

## 制作方法

### 工具
制作煎饼的主要工具有鏊子、油擦、舀勺、筢子、铲子。
- 鏊子：铁制圆板，上表面平整光滑，中心稍凸，下有三足作为支撑，大小形制不一，中号的鏊子直径有65厘米左右；用火加热鏊子下面，在上面烙制煎饼。
- 油擦：俗称“油搭子、油布子”，用布缝制成的方形擦子，渗有食用油。摊制煎饼前，先用油擦擦涂鏊子。
- 舀勺：把面糊舀到鏊子上。
- 筢子：有柄的木板，手持用来推动面糊，使面糊均匀的涂抹在鏊子上。有地方用“篪子”或“劈子”，作用与筢子相同。用手拖曳筢子涂抹面糊的过程称为“摊”。
- 铲子：山东有些地方称“抢子”，用来沿鏊子边把摊好的煎饼抢起揭下。

### 原料
制作煎饼的原料可以采用各种粮食，如麦子、玉米、高梁、小米、地瓜干等，也可以同时混合使用几种原料。在1980年代以前，山东的煎饼多以地瓜干和玉米为原料。地瓜干制成的煎饼呈灰白色、高梁制成的煎饼色泽则保持高梁外皮的浅红色，玉米面、小米面制成的煎饼色泽淡黄，麦子面（面粉）作的煎饼则呈现白色，如果是全麦（整个小麦磨成糊）颜色则不是很白。淄博一带煎饼有“红白”之分，“红煎饼”是用高粱摊制而成，“白煎饼”多用玉米摊制。

### 过程
目前已经有机器制造煎饼的方法了，但机製煎饼味道不如手工煎饼。传统的手工制煎饼的过程非常复杂，包括磨制面糊、架设鏊子、摊制或滚制、存放，所以手工制煎饼往往是一次大量制作，然后长期存放食用。下面介绍农村传统的煎饼制作过程。

#### 磨制面糊
把麦子、高梁、玉米、小米、地瓜干等原料淘洗、浸泡，然后磨成糊状物，俗称“煎饼糊子”。有些地方在磨制面糊前，兑入三分之一或一半的“熟料”（即先行煮到八九成熟的部分原料），俗称“对半子”，“对半子”后磨出来的面糊容易摊制，摊出的煎饼也柔软好吃。有些地方把地瓜干在磨制成面前，要用水浸泡，把地瓜面里的黑水浸出。山东传统是使用石磨来磨制面糊，大磨用畜力（主要是驴、马）来推，小磨用人力来推，现在则普遍采用机磨。一般是头天晚上将原来淘洗并浸泡一夜后，第二天一早开始磨糊子，磨糊子的时候一定注意原料和水的比例，水过多，糊子太稀，根本无法摊煎饼，水太少糊子太稠，也很难摊，如果再加水也是可以了的，随后就可以架鏊子、生火、摊煎饼。
当然，有些地方会将糊子事先磨好，放置一段时间让其发酵，这样摊出来的煎饼就是酸煎饼了。

#### 架设鏊子
设鏊子的过程可简可繁。简单的架设方法直接用三块砖把鏊子撑起来就可；复杂的做法是用硬泥糊成一个炉灶，用风箱鼓风。鏊子架设好后即可生火。农村一般采用玉米秸或麦秸作为柴禾。生火与摊制煎饼往往是两个人合作。鏊子烧热后，就可以摊制煎饼或滚制煎饼了。

#### 摊制煎饼
“摊制”一般是用来制作质地比较好的煎饼，如小麦、小米等原料的煎饼。摊制之前，往往先用油擦在鏊子上面擦一遍油，既去掉了鏊子上的杂物，也使得烙熟的煎饼容易与鏊子分离。用舀勺将面糊舀到鏊子上，用筢子沿着鏊子将面糊摊一圈，如此将面糊推开成薄饼。再用筢子反复涂抹，以使面糊分布均匀。煎饼很快就可烙熟，需要及时用铲子沿鏊子边沿把摊好的煎饼抢起揭下。煎饼的大小视鏊子而定，一般直径在半米到80厘米之间。摊在鏊子上面糊的多少决定了煎饼的厚度，水平高的人可以摊制出非常薄的煎饼来。摊煎饼非常讲究技术和火候。

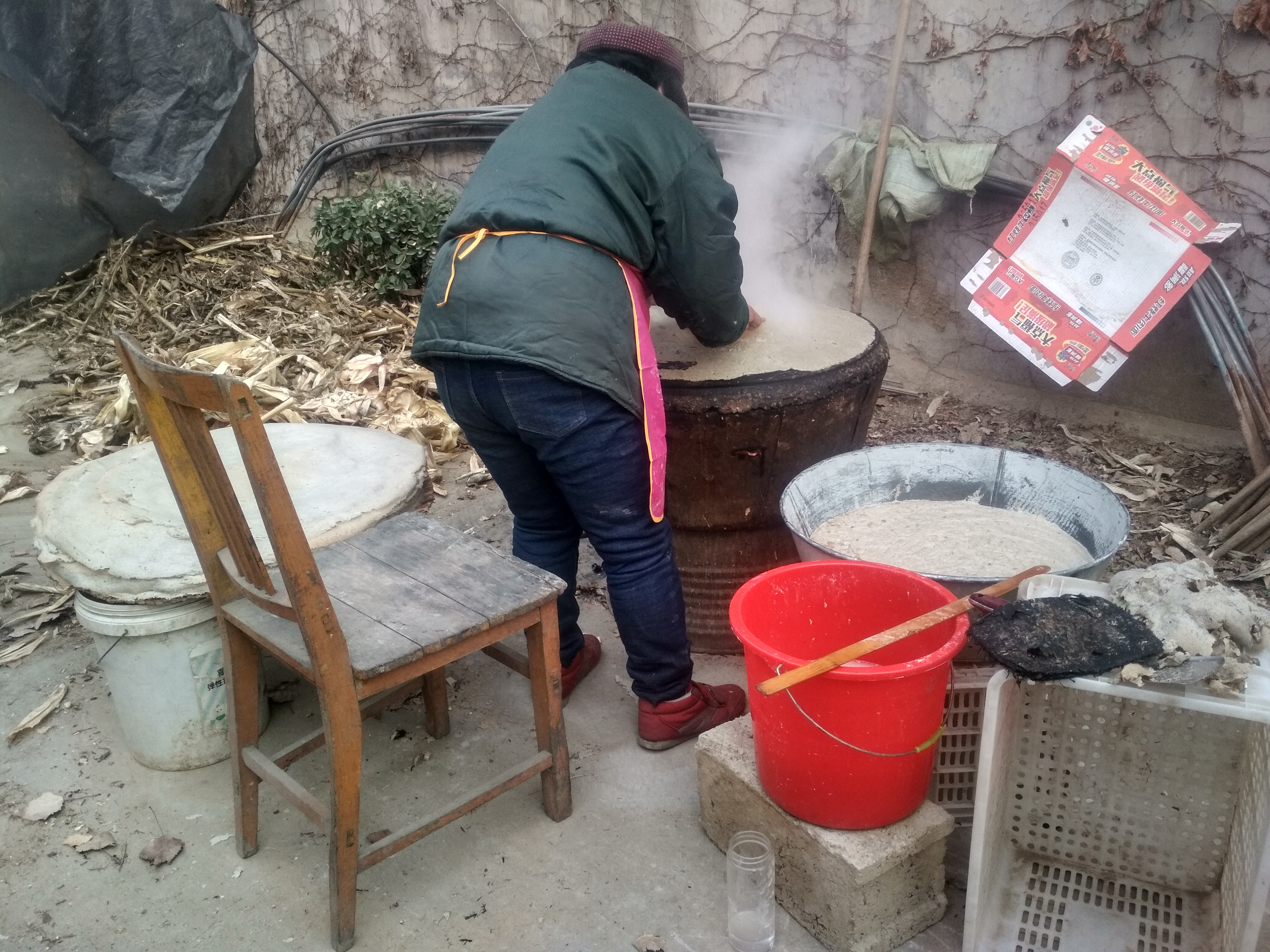

#### 滚制煎饼
对于有些面糊粘性不大的材料（如地瓜干，玉米）还可以“滚制”，这样的面糊需要调成很稠，并可以形成一个球形的面团。将面团沿外圈把鏊子滚满一层，烙熟就可揭下。这种制作方法制作的煎饼很薄。但由于材料是最差的，只有在很早最艰苦的时候才吃的。
现在已经很少见。

### 存放
一张煎饼从鏊子上揭下后，往往放到旁边的盖垫上，然后一张张煎饼摞起来。刚从鏊子上揭下的煎饼很柔软，可以折叠成长方形，放到瓮里存放。晾凉后煎饼变得薄而脆，由于加热过程中出去了大量水分，煎饼可以在常温下保存很长时间，在过去是出门远行的必备食品。
- 摊薄面饼
- 放上馅料
- 卷制
- 制成
- 制作煎饼馃子的全过程影片

## 种类
在煎饼制作工艺基础上，人们又变化出许多种不同的煎饼。在山东还有如下一些变化：
- 酸煎饼：将面糊发酵变酸，摊制出来的煎饼味道酸而特别。
- 柿子煎饼：煎饼摊好还没烙熟之前，放上去皮的柿，然后将之涂抹均匀；烙熟后，煎饼色红，味道甜。
- 酥煎饼：煎饼冷却后再烙酥。
- 糖酥煎饼：用小米、白糖磨成米糊，在煎饼八九成熟时揭下，在鏊子上叠成长方形，放到炉台上烘干。
- 油酥煎饼:东北一带，用玉米、小米、大米、大豆磨成糊，在烙制过程中分别加入白糖，蜂蜜、黑芝麻、巧可力、大枣、盐等形成多种口味，烙熟以后，浇上豆油，叠成长方形，趁热切成多个小长方块，煎饼色微红发黄，口感香、酥、脆。
- 咸煎饼：鲁西南一带，将辣酱涂抹于煎饼表面，然后叠成长方形存放。

福建一带煎饼的做法与中国北方的做法有所不同：在摊制煎饼的过程中要加一些料子，料子有酸菜、蛋等，并且煎饼外涂番茄酱；煎饼做完后立刻食用，不像北方可以存放很长时间。

## 食法
关于山东饮食广为外界流传的一种说法就是“煎饼卷大葱”了。煎饼可以卷上菜、蘸酱一起食用，喜用的菜有生葱、韭菜、蒜薹。沂蒙山区有卷食“渣豆腐”的吃法。渣豆腐是沂蒙山区的家常菜：把白菜叶、萝卜缨、野菜、地瓜秧等洗净剁细，加豆面和盐，然后用水煮焖。西安有将煎饼内卷豆腐干和酥肉，再用芝麻凉汤或炸辣椒作调料的吃法。
在清代作家蒲松龄的《煎饼赋》中，作者介绍了当时煎饼的吃法：“夾以脂虞相半之豚膏，浸以肥膩不二之雞羹晨一飽而遠幕，腹殷然其雷鳴。備老饕之一啖，亦可以鼓腹而延生。若夫經宿冷毳，尚須烹調。或拭鵝脂，或假豘膏，三五重疊，炙烤成焦，味松酥而爽口，香四散而遠飄。更有層層卷摺，斷以廚刀，縱橫曆亂，絕似冷淘。湯合鹽豉，末銼蘭椒，鼎中水沸，零落金絛。”
有人认为这段文字讲述了菜煎饼和锅巴菜的作法。

## 煎饼的衍生食品
- 菜煎饼
- 煎饼馃子
- 煎饼盒子
- 韭菜盒子
- 锅巴菜
- 煎薄鐺
- 蔥油餅
- 御好燒（日本）
- 面煎粿（福建）
- 鹹煎饼（广东）